# Ilja Proskuriakow
Ilja Wiaczesławowicz Proskuriakow, ros. Илья Вячеславович Проскуряков (ur. 21 lutego 1987 w Surgucie) – rosyjski hokeista.

## Kariera
- Mietałłurg Magnitogorsk (2003-2011)
- CSKA Moskwa (2011)
- Traktor Czelabińsk (2011-2012)
- CSKA Moskwa (2011-2014)
- Admirał Władywostok (2014-2015)
- Torpedo Niżny Nowogród (2015-2017)
- Jugra Chanty-Mansyjsk (2017-2018)
- Krefeld Pinguine (2018-2019)
- HK Soczi (2019-2020)
- Jugra Chanty-Mansyjsk (2020)
- Dinamo Ryga (2020)
- Łada Togliatti (2021-2022)
- Buran Woroneż (2022)
- Traktor Czelabińsk (2022-2023)

Wychowanek klubu Olimpiec Surgut. Od lipca 2012 po raz drugi w karierze zawodnik CSKA Moskwa. Od połowy 2013 związany dwuletnim kontraktem. Od września 2014 zawodnik Admirała Władywostok. Od maja 2015 do kwietnia 2017 zawodnik Torpedo (w toku wymiany za Nikitę Fiłatowa). Od maja 2017 był zawodnikiem Jugry. W listopadzie 2018 przeszedł do niemieckiego zespołu Krefeld Pinguine. W maju 2019 został zawodnikiem HK Soczi. W maju 2020 zwolniony z klubu. W lipcu 2020 ponownie był bramkarzem Jugry. Na początku sierpnia 2020 ogłoszono jego transfer do Dinama Ryga. W połowie grudnia 2020 został umieszczony przez klub na tzw. waivers. Od października 2021 zawodnik Łady Togliatti. Od maja 2022 w klubie. W lipcu 2022 ponownie został graczem Traktora. W kwietniu 2023 odszedł z klubu.

## Sukcesy
Klubowe
- Złoty medal mistrzostw Rosji: 2007 z Mietałłurgiem Magnitogorsk

Indywidualne
- KHL (2008/2009):
  - Drugie miejsce w klasyfikacji meczów bez straty gola wśród bramkarzy w fazie play-off: 2
  - Nagroda dla najlepszego pierwszoroczniaka sezonu KHL im. Aleksieja Czeriepanowa
- KHL (2009/2010):
  - Najlepszy bramkarz miesiąca: wrzesień 2009
  - Trzecie miejsce w klasyfikacji skuteczności interwencji w sezonie zasadniczym: 92,7%
  - Trzecie miejsce w klasyfikacji średniej goli straconych na mecz w sezonie zasadniczym: 1,92
- KHL (2016/2017):
  - Najlepszy bramkarz miesiąca - wrzesień 2016[18]
  - Piąte miejsce w klasyfikacji meczów bez straty gola w sezonie zasadniczym: 7